# Thomasville (Geórgia)
Thomasville é uma cidade localizada no estado americano de Geórgia, no Condado de Thomas.

## Cultura
Thomasville é a sede de diversas organizações históricas e culturais, incluindo a Sociedade Histórica do Condado de Thomas & museu de história, o Centro Cultural Thomasville, o Museu de história negra de Jack Hadley e a Pebble Hill Plantation. Tours e horários de pesquisa estão disponíveis diariamente em cada instituição.

## Demografia
Segundo o censo americano de 2000, a sua população era de 18.162 habitantes.
Em 2006, foi estimada uma população de 18.988, um aumento de 826 (4.5%).

## Geografia
De acordo com o United States Census Bureau tem uma área de 38,7 km², dos quais 38,5 km² cobertos por terra e 0,2 km² cobertos por água. Thomasville localiza-se a aproximadamente 83 m acima do nível do mar.

## Localidades na vizinhança
O diagrama seguinte representa as localidades num raio de 28 km ao redor de Thomasville.